# Bendiocarb
Il Bendiocarb è un insetticida carbammato utilizzato in salute pubblica e agricoltura, efficace contro un'ampia gamma di insetti fastidiosi e vettori di infezione.
È stato inventato nel 1971 e venne introdotto nel mercato per primo dalla Fisons Ltd. Attualmente è commercializzato da Bayer CropScience e Kuo Ching sotto vari nomi commerciali.
Dal settembre 1999 negli Stati Uniti tutti i prodotti a base di Bendiocarb sono stati eliminati dal commercio, dopo che i rispettivi produttori hanno deciso volontariamente di ritirare i loro prodotti dal mercato, piuttosto che condurre ulteriori studi di sicurezza come richiesto dall'EPA. Negli altri Paesi, viene ancora utilizzato nelle abitazioni, negli stabilimenti industriali e nei siti di stoccaggio di alimenti per il controllo delle cimici del letto, zanzare, mosche, vespe, formiche, pulci, blatte, pesciolini d'argento (Lepisma saccharina) e zecche, ma può essere usato anche contro un'ampia varietà di insetti e lumache. È uno dei 12 insetticidi raccomandati dalla WHO da utilizzare per il controllo della malaria.
Il bendiocarb non viene considerato cancerogeno, ma è tossico in acuto. Come gli altri carbammati, inibisce reversibilmente la acetilcolinesterasi, enzima necessario per la trasmissione degli impulsi nervosi. Il Bendiocarb si lega selettivamente al sito attivo dell'enzima, portando ad un accumulo di acetilcolina, necessaria per la trasmissione degli impulsi nervosi a livello dei siti muscolari.
Il Bendiocarb è altamente tossico per uccelli e pesci. Nei tessuti dei mammiferi, i carbammati sono generalmente escreti rapidamente e non si accumulano.